# Schlatt (Bad Krozingen)
Schlatt ist ein Dorf mit 1292 Einwohnern im Landkreis Breisgau-Hochschwarzwald in Baden-Württemberg. Die bis zum 1. Januar 1973 selbstständige Gemeinde Schlatt gehört heute als Ortsteil zur Stadt Bad Krozingen.
Die Landwirtschaft mit dem Anbau von Spargel und Erdbeeren sowie der Weinbau spielen eine bedeutende Rolle für das Erwerbsleben.

## Geografie
Schlatt liegt im Breisgau, sechs Kilometer östlich des Rheins, der die Grenze zu Frankreich bildet, und etwa zwei Kilometer nordwestlich des Kernbereiches von Bad Krozingen. Die Bundesautobahn 5 verläuft drei Kilometer nördlich von Schlatt.

## Geschichte
Der Ort wurde im Jahr 1130 erstmals urkundlich erwähnt. Im Jahr 1275 wurde die Pfarrkirche St. Sebastian erbaut, die 1603 vergrößert wurde. Im 13. Jahrhundert befand sich im Ort sowohl ein Männer- als auch ein Frauenkonvent des Lazarus-Ordens.

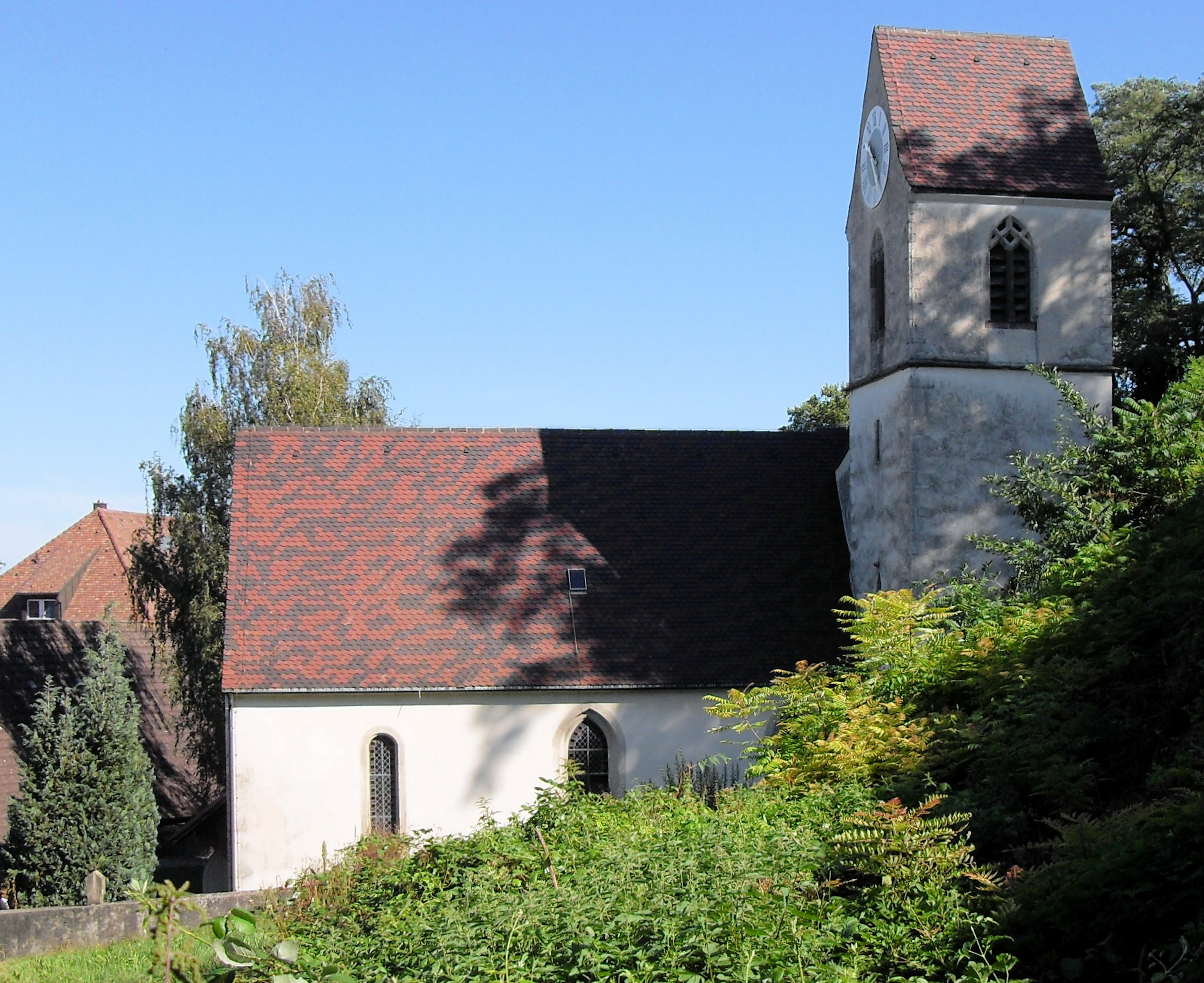
Südseite der in eine Bergnische gebauten Kirche St. Sebastian
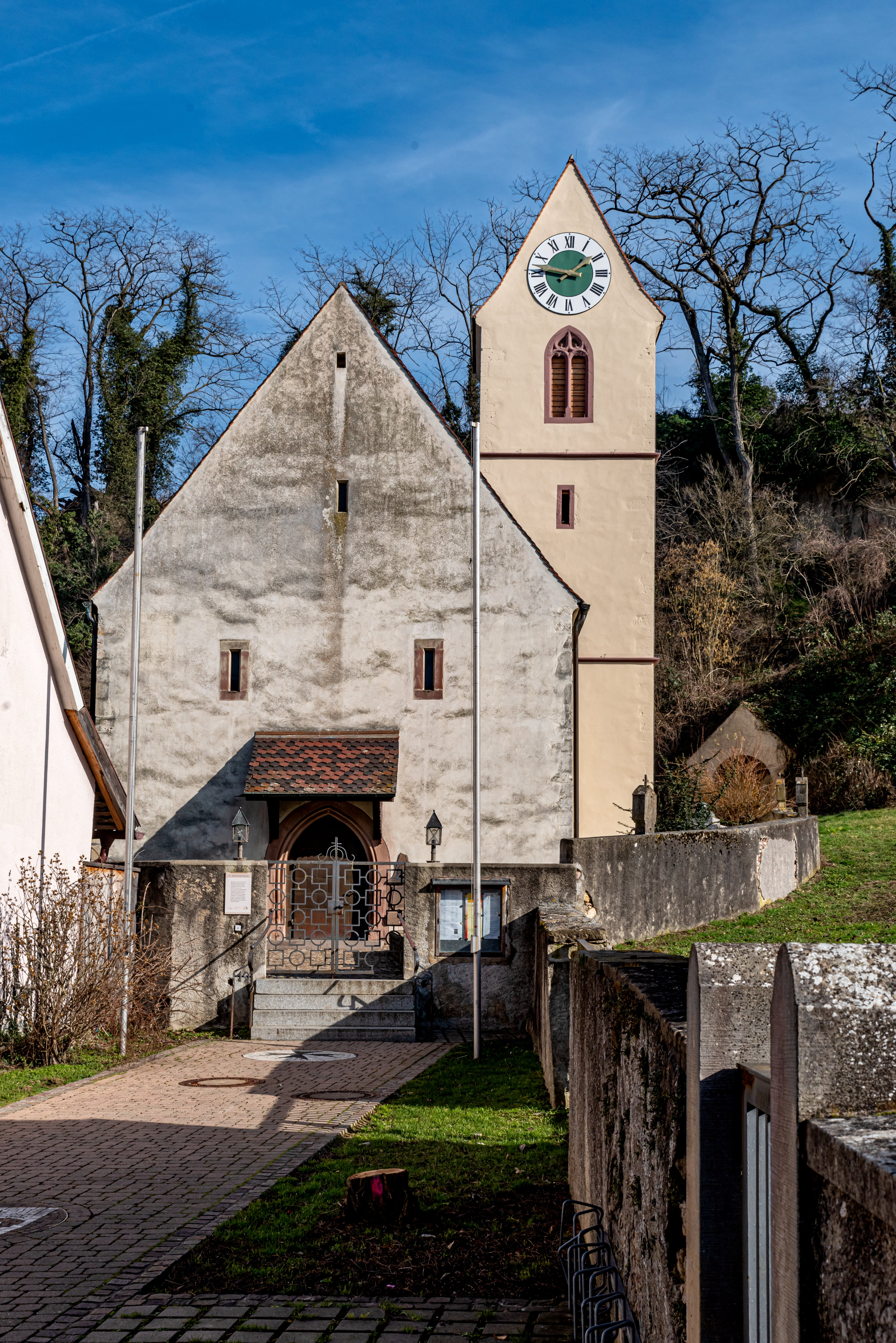
St. Sebastian, Eingang Westseite
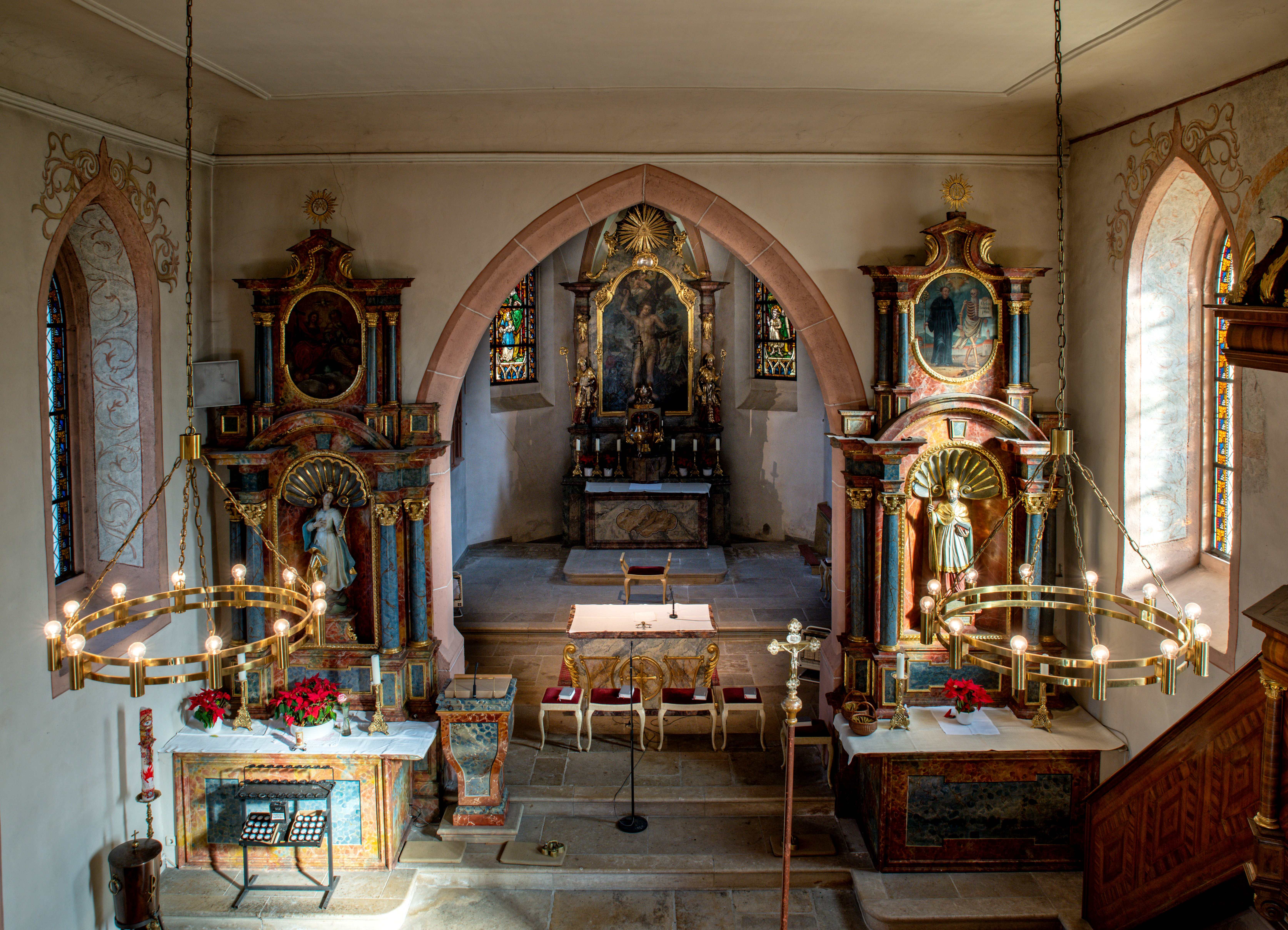
Das innere der Kirche